# 지연 분만
지연 분만(遲延分娩, prolonged labor)은 여성이 분만이 시작되었음에도 불구하고 진행되지 못하는 상태이다. 지연 분만은 일반적으로 초산모의 경우 20시간 이상, 이미 자녀를 낳은 여성의 경우 14시간 이상 지속된다. 진행 부진은 잠복기와 활동기 두 가지 단계에서 발생할 수 있다. 분만 잠복기는 감정적으로 지치고 피로를 유발할 수 있지만, 일반적으로 추가적인 문제를 야기하지는 않는다. 반면, 분만 활동기가 지연되면 장기적인 합병증을 유발할 수 있다.
지연 분만이 시작될 경우 예방 조치를 취할 수 있도록 산모와 태아의 활력 징후를 모니터링하는 것이 중요하다. 지연 분만을 겪는 여성은 외과적 처치가 가능한 의사의 감독 하에 있어야 한다. 지연 분만은 수축의 강도와 시간 간격에 대해 수집되는 정보를 바탕으로 판단된다. 의료진은 자궁내 압력 카테터 삽입(IUPC)과 지속적인 태아 전자 모니터링(EFM)을 사용하여 이 데이터를 추적한다. IUPC는 수축이 오고 얼마나 강한지 판독하는 모니터가 달린 빨대 모양의 기구로 자궁에 삽입된다. EFM은 태아 심박수를 추적하는 데 사용된다. 두 장치 중 하나라도 활력 징후가 비정상적이고 지연 분만이 시작되고 있음을 나타내면, 의료진이 분만 치료 및 대체 옵션에 대해 논의하기 시작하는 것이 중요하다.
지연 분만은 태아 위치 이상, 자궁 수축 문제, 자궁경관 난산 또는 협착, 아두골반 불균형 등 다양한 문제로 인해 발생할 수 있다. 태아 위치 이상과 자궁경관 난산은 모두 난산을 초래할 수 있다. 지연 분만의 원인에 따라 필요한 의료 개입이 달라진다. 의료 전문가는 예방 조치를 취하거나 태아를 제거하는 수술적 방법을 사용할 수 있다. 적절하게 또는 즉시 처리되지 않으면 산모와 태아 모두 다양한 장기적인 합병증을 겪을 수 있으며, 그 중 가장 심각한 것은 사망이다. 지연 분문에 대한 "빠른 해결책"은 없지만, 옥시토신 주입과 같은 예방 조치를 취할 수 있다. 아기를 적절하고 안전하게 분만하기 위해 의사는 종종 분만에 개입하여 겸자 또는 진공 추출기를 사용한 보조 질식 분만을 수행하거나 제왕 절개를 수행한다.

## 징후 및 증상
증상은 다음과 같다.
- 분만이 18시간 이상 지속된다.
- 산모의 탈수 및 탈진
- 심한 근육 압박으로 인한 산모의 등, 옆구리, 허벅지 통증
- 분만 시작 시 극심한 통증
- 산모 심박수 증가
- 가스 축적으로 인한 자궁 양쪽의 팽창된 대장
- 자궁 민감성
- 케톤증
- 태아 곤란
- 자궁파열

### 합병증
- 산소 수치 감소로 인한 태아 곤란
- 태아 머리의 내부 출혈(두개내 출혈)
- 수술 분만 가능성 증가
- 저산소성 허혈성 뇌병증(HIE) 또는 뇌성마비와 같은 영아의 장기 손상 위험
- 자궁 감염
- 산도 손상
- 산후 감염
- 산후 출혈

### 지연 잠복기
이 용어는 매우 천천히 진행되는 분만을 설명한다. 이는 반드시 산모나 태아의 건강이 위협받고 있다는 것을 의미하지는 않지만, 통증을 유발하며 의사가 지연 분만의 경고 징후에 주의를 기울여야 한다는 중요한 지표이다.

### 지연 활동기
분만 단계가 여러 시간(최소 14시간) 동안 연장되는 단계이다. 자궁경관은 일반적으로 활동기 이전에 4cm 이상 열린다. 처음 시작될 때 여성은 서서 걷고 먹거나 마시는 것이 권장된다. 이 단계를 넘어 진행이 부진하면 예방 조치를 취해야 한다.

## 원인

### 태아 위치 이상
태아 위치 이상은 산모의 골반에 대한 태아 머리의 정상적이지 않은 위치이다(태아가 비정상적인 위치에 있다). 태아 위치 이상을 관리하는 중요한 방법은 활력 징후 및 태아 심박수에 대한 산모의 상태를 신속하게 평가하는 것이다. 태아 심박수가 비정상적이고 막이 파열되어 양수가 비정상적인 경우, 의료 전문가는 태아의 전치부와 태아 머리의 위치를 결정하는 것이 중요하다. 이러한 경우 가능한 분만 방법은 위치 이상 심각도에 따라 복합 전치, 질식 둔위 분만 또는 둔위 제왕 절개이다.

### 자궁 수축
이는 자궁경관을 확장하고 아기를 산도를 통해 밀어낼 만큼 자궁이 충분한 협력이나 강도를 갖지 못하는 자궁 상태를 의미한다. 자궁 수축 문제는 잠복기 동안 지연 분만의 주요 원인이다. 자궁 종양으로 인해 수축이 일어나지 않을 수 있다. 또한, 이전 임신이나 다태 임신으로 인해 자궁이 늘어난 경우 수축이 어려울 수 있다. 불규칙하거나 약한 수축은 자궁 자극 또는 옥시토신 주입을 통해 해결할 수 있다. 수축 부족은 과도한 진통제나 마취로 인해 발생할 수 있으며, 이 경우 약물 투여를 중단해야 한다. 이 경우 보조 질식 분만을 시행하는 것이 적절하다.

### 자궁경관 협착
자궁경관 난산 또는 협착은 자궁 수축이 긍정적으로 시작된 후 합리적인 시간 내에 자궁경관이 확장되지 못할 때 발생한다. 자궁경관 난산의 주요 문제는 자궁 무력증 및 자궁경관 이상으로, 자궁경관이 완전히 확장되지 못하게 한다. 저하성 뇌하수체 기능 부전증 환자에게 매우 흔하다. 협착을 유발할 수 있는 기존의 다양한 합병증이 있다. 협착으로 이어지는 일반적인 상태로는 종양, 방광 충만, 영아 크기 과대, 다태 임신, 막 파열 지연, 자궁경관 문제 등이 있다. 이러한 경우 높은 스트레스는 임신 진행을 방해하여 지연 분만을 유발할 수 있다.

### 아두골반 불균형
아두골반 불균형은 태아의 몸이나 머리가 여성의 골반을 통과하기에 너무 클 때 발생하는 문제이다. CPD로 이어지는 일반적인 상태로는 당뇨병, 다태 임신, 작거나 비정상적인 모양의 골반, 비정형적인 태아 위치, 유전적 요인, 첫 임신 등이 있다. 의료 전문가는 일반적으로 초음파를 기반으로 태아 크기가 너무 큰지 추정할 수 있지만, 항상 완전히 정확한 것은 아니다. 의사는 일반적으로 분만이 시작되고 옥시토신 사용이 효과적이지 않을 때 CPD를 진단한다. CPD가 요인일 때 분만을 안전하게 진행하는 방법은 제왕 절개이다.

## 예방
여성이 면밀히 모니터링되고 지연 분만 징후를 보이기 시작하면, 의료 전문가는 24시간 이내에 분만될 가능성을 높이기 위해 예방 조치를 취할 수 있다. 징후와 증상을 기반으로 한 지연 분만의 정확한 초기 진단은 적절한 예방 치료를 적용하는 데 매우 중요하다. 초기 양막 절개술 후 옥시토신 주입은 일반적으로 정상 분만을 다시 제자리로 돌리는 데 사용된다. 옥시토신 적용은 태아 곤란을 기반으로 투여될 때만 효과적이다. 이 치료 방법은 태아의 특정 상태에만 해당된다. 예를 들어, 아기가 위치 이상을 겪고 있다면, 분만을 진행하는 유일하고 안전하며 신뢰할 수 있는 방법은 의료 개입이다.

## 관리
의료적 치료 측면에서 예방 치료 또는 보조 분만은 일반적으로 의사가 먼저 고려하는 옵션이다. 지연 분문에 대한 빠른 해결책은 일반적으로 없으며, 특히 예방 조치가 산모를 정상 분만으로 되돌리지 못하는 경우 더욱 그렇다. 종종 의료 전문가는 개입 방법을 사용한다. 태아와 산모의 상태가 건강에 특히 심각하거나 위협적이지 않은 경우, 의사는 보조 질식 분만을 수행한다.

### 보조 질식 분만
의료 전문가는 일반적으로 태아 추출의 수술적 방법을 피하기 위해 분만을 돕기 위해 두 가지 다른 보조 질식 분만 방법을 활용한다. 이러한 절차는 활력 징후를 기반으로 여성과 아기에게 여전히 질식 분만이 안전하다고 입증된 경우에만 적용된다. 보조 질식 분만은 일반적으로 잠복기에만 사용된다. 활동기 동안의 분만은 일반적으로 여성에게 더 많은 합병증과 관련이 있다. 보조 질식 분만에 대한 한 가지 접근 방식은 겸자 사용이다. 의사가 사용하는 겸자는 두 개의 큰 샐러드 스푼과 유사하며, 자궁경관에 삽입되어 아기 머리 주위를 감싸고 산도를 통해 나오도록 안내하는 데 도움을 준다. 다른 옵션은 진공 추출기 사용이다. 사용되는 진공은 끝에 컵이 있고 자궁경관에 삽입된다. 컵은 흡입을 통해 태아 머리에 부착되어 분만을 안내하는 데 도움을 준다. 겸자와 진공 추출기 중 선택은 일반적으로 의사의 선호도에 따라 결정된다. 이러한 방법이 제대로 사용되지 않으면 영아에게 영구적일 수 있는 심각한 출생 손상을 유발할 수 있다는 점이 중요하다.

### 제왕 절개
제왕 절개는 제왕 절개라고도 불리며, 일반적으로 진행 부진 문제에 대한 빠른 해결책이다. 종종 제왕 절개는 태아나 여성을 해치지 않는 가장 좋은 옵션이며, 특히 분만이 생명을 위협하는 것으로 판명된 경우 더욱 그렇다. 제왕 절개의 3분의 1은 지연 분만의 결과로 발생한다. 제왕 절개는 일반적으로 심각한 출생 합병증을 피하기 위해 지연 분문에 필요한 조치이다. 산모가 지연 분문의 활동기에 도달하면 제왕 절개가 가장 안전한 해결책이다. 태아 곤란, 자궁파열 또는 탯줄 탈출 징후가 있는 경우 즉시 제왕 절개를 수행해야 한다. 의료 전문가가 필수 제왕 절개에 대비하여 장비를 갖추고 준비하는 것이 중요하다. 경고 징후가 나타날 경우 제왕 절개를 수행해야 하는 시간적 여유가 있다. 제왕 절개가 지연되면 아기에게 뇌성마비 또는 저산소성 허혈성 뇌병증(HIE)과 같은 영구적인 손상을 초래할 수 있다. 지연 분만 시 존재하는 모든 위험 요인으로 인해, 의료진이 필요한 경우 제왕 절개를 수행할 수 있도록 잘 갖추고 준비하는 것이 매우 중요하다.